# Retrat de cavaller
Retrat de cavaller és un quadre de Jacopo Robusti, dit «Il Tintoretto», pintat cap a 1554 que actualment forma part de la col·lecció permanent del Museu Nacional d'Art de Catalunya; va ser adquirit pel museu el 1944.

## Descripció
Representat de més de mig cos, en tres quarts a l'esquerra, el jove cavaller descansa l'avantbraç dret sobre un moble mentre recolza arrogant la mà esquerra en el maluc i lluu un anell en el dit petit. Es cobreix el cap amb una gorra negra que deixa entreveure els cabells clars a l'alçada de la barba. Vesteix gipó obscur brodat del qual sobresurten les mànigues clares i tornassolades, insinuant un teixit de seda. La gorgera i els punys blancs ressalten les carnacions, en contrast amb l'obscuritat del vestit i del fons.

## Anàlisi
Desconegut el seu nom i atès el seu abillament, el model podria haver estat un comitent ocasional, sens dubte un dels ambaixadors o nobles europeus que van posar per al mestre al seu estudi venecià. Amb aire altiu, el personatge sembla que vulgui iniciar un diàleg amb l'espectador, una característica de l'expressionisme «tintorettià» que centra l'atenció
en el rostre i les mans tot servint-se de la tècnica de l'impasto, mentre que les vestidures es tracten amb tocs ràpids, fluids i solts de manera que, amb pocs mitjans, transmet la força interior del retratat.
Cronològicament, el quadre caldria situar-lo cap al 1554, ja que es relaciona amb el Cavaller del Barber Institute de Birmingham, el retrat de Lorenzo Soranzo (?) del Kunsthistorisches Museum de Viena i el Cavaller de la Christ Church d'Oxford, tots del mateix moment. Caldria afegir-hi, a més, la seva procedència prestigiosa: va pertànyer a Gaspar Méndez de Haro y Guzmán, ja que figurava al seu inventari i al revers del quadre hi ha el seu anagrama heràldic.